# Cséphadaró

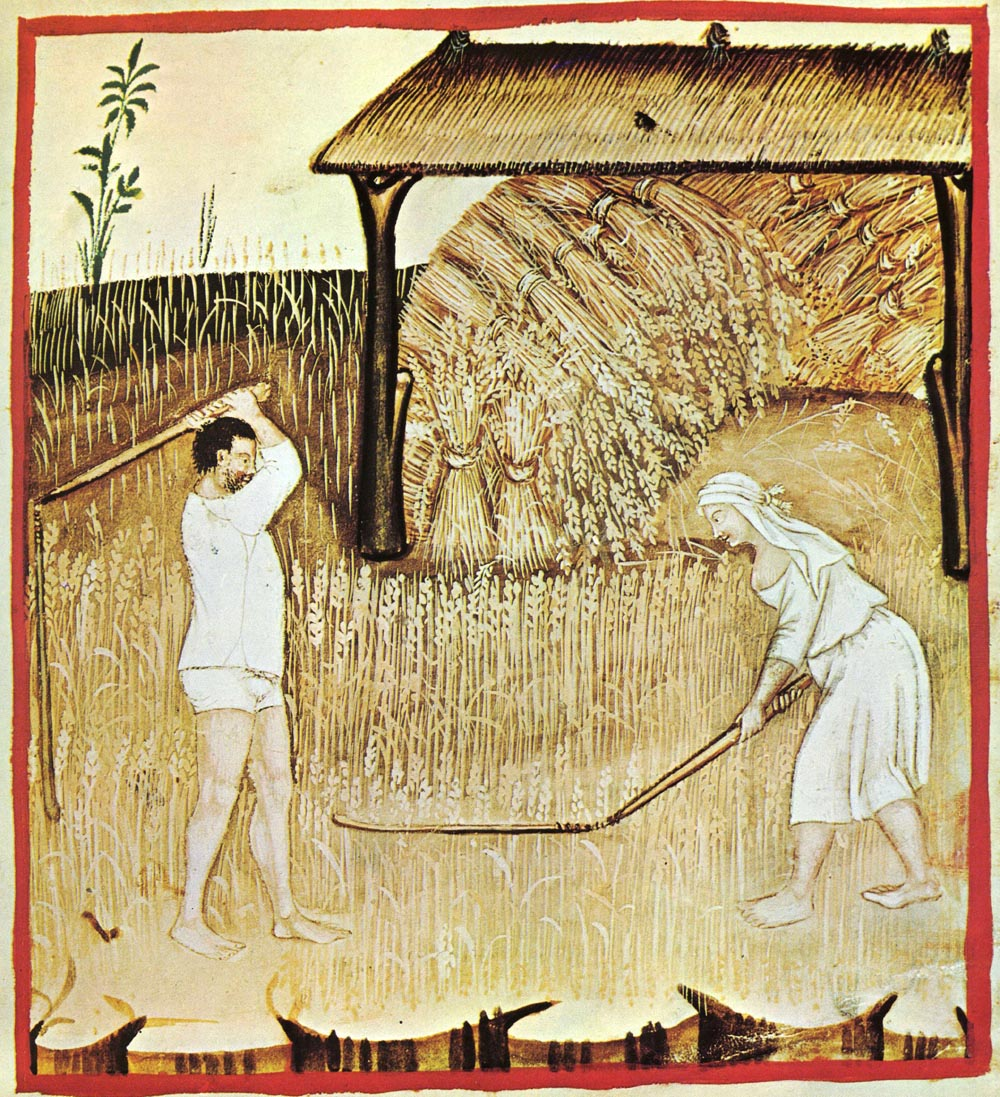
Cséplés a középkorban, illusztráció a Tacuinum sanitatis című gyógyászati és orvosbotanikai kézikönyvből, 14. század

A cséphadaró vagy csép a cséplőgép elterjedése előtt a cséplés legfőbb eszköze volt.
Neve szláv eredetű. Magyar elnevezése, a másfélfa későbbi fejlődés eredménye. Ez utal arra, hogy egy hosszú és egy rövid rudat rögzítettek egymáshoz. Mint oly sok más mezőgazdasági eszközt, a történelem során fegyverként is alkalmazták.

## Használata
A hosszabbik felét fogva a rövidebb felével ritmikusan ütötték, csépelték a gabonát amíg a szemek kihulltak.
A középkorban a parasztfelkelések idején szegekkel tették félelmetes fegyverré.
A vele végzett jellegzetes mozdulatok miatt alakultak ki az alábbi kifejezések:
- Hadar: gyorsan beszél. (Jár a nyelve, mint a cséphadaró.)
- Elcsépelt: már sokszor ismételt dologra mondják.
- Elcsépel valakit: valakit elver jelentéssel használják.

## Ókori egyiptomi jelkép
Az ókori Egyiptomban a pásztorbot és a cséphadaró a kettős korona mellett fáraó hatalmi szimbólumai közé tartozott, azt jelképezve, hogya az uralkodó gondoskodik nép jólétéről.

## Galéria

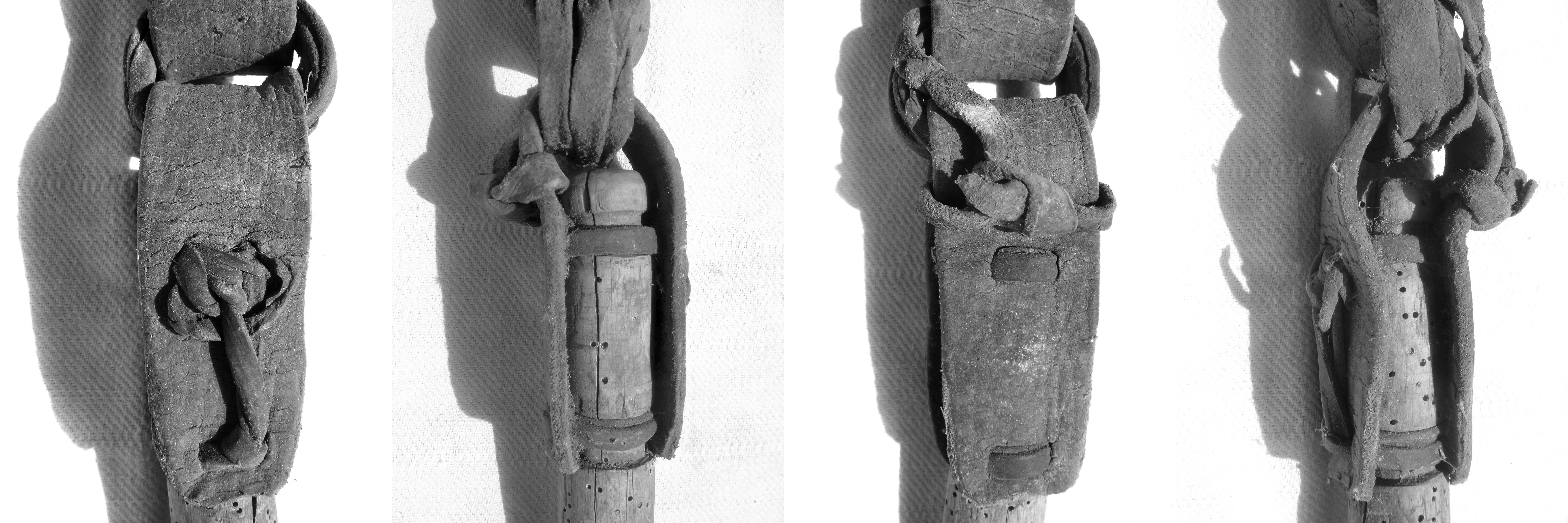
A cséphadaró összeillesztése
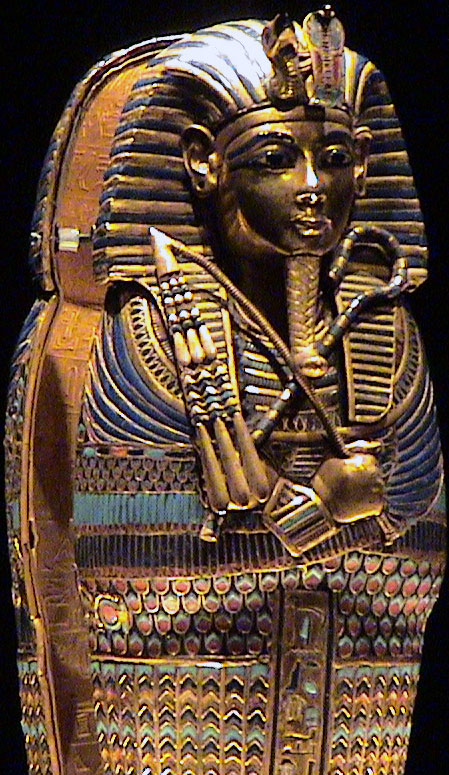
A cséphadaró és a pásztorbot Tutanhamon koporsóján
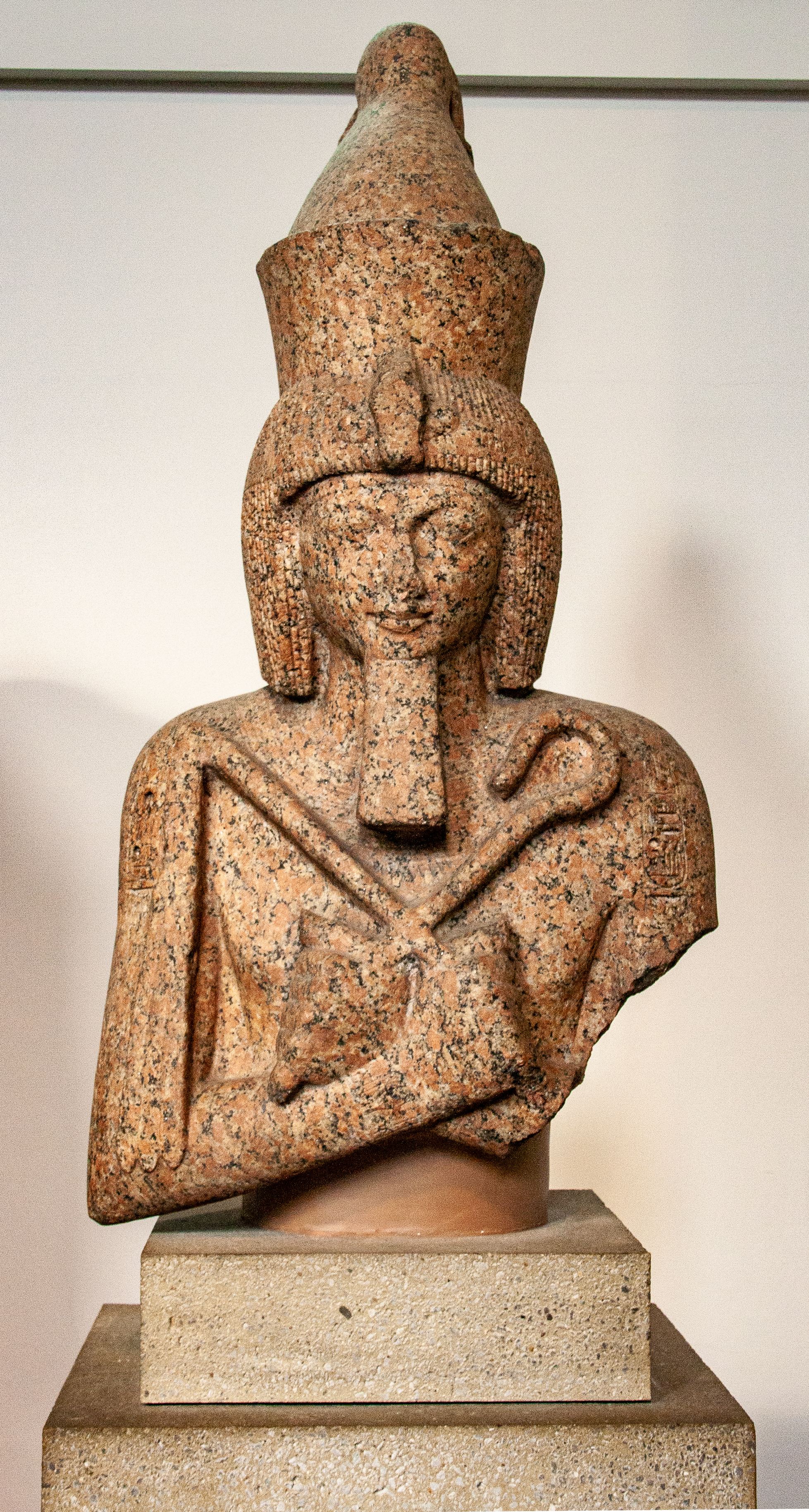
II. Ramszesz szobra a cséphadaróval és a pásztorbottal
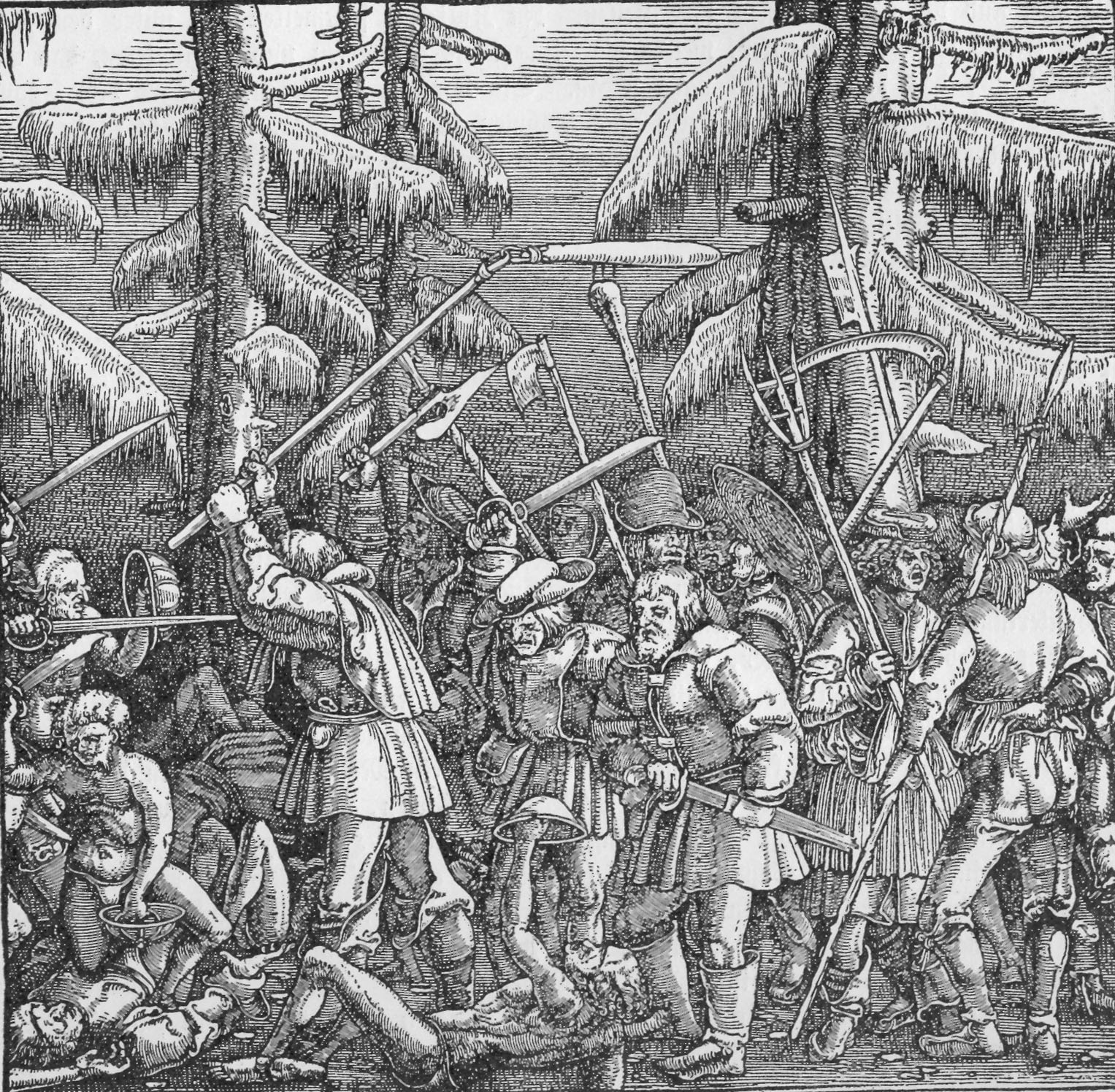
Cséphadaróval felfegyverkezett parasztok a 16. században